# Національний парк Маіко
Національний парк Маіко (фр. Parc national de la Maïko) — національний парк на сході Демократичної Республіки Конго. Парк розташований в одній із найвіддаленіших лісових зон країни та займає 10 885 км² площі.

## Навколишнє середовище
Парк Маіко розділений на три сектори, що охоплюють штати Північне Ківу, Східна провінція та Маніема. Він містить первинні тропічні ліси, межує з багатьма річками. Північний сектор охоплює південну частину тропічного лісу Ітурі. Східний сектор відносно рівнинний, з висотою близько 1000 м. Далі на схід висота зростає. Рослинність представлена високим закритим вічнозеленим рівнинним тропічним лісом із ділянками вторинного лісу навколо населених пунктів. Опадів багато, досягаючи максимуму в жовтні та листопаді, з більш сухим сезоном у липні та серпні.

### Фауна
У парку зустрічаються три знакові ендемічні тварини країни: горила Грауера, окапі та конголезький павич. Маіко також є важливим місцем для збереження африканського лісового слона, східного шимпанзе та ендемічної водяної генети. BirdLife International визнала його важливою орнітологічною територією (IBA), оскільки тут живуть великі популяції багатьох видів птахів.

## Історія
У 1949 році бельгійська колоніальна адміністрація створила Мисливський заповідник Бакуму (Бакуму, що означає «Кумус», корінне плем’я регіону) на території сучасного парку. Початкові плани, щодо території були спрямовані на запобігання експлуатації мінеральних ресурсів, а не на захист  дикої природи.
Національний парк Маіко було створено 20 листопада 1970 року президентським указом № 70-312, підписаним Джозефом Дезіре Мобуту.
Бездоріжжя та важкодоступність регіону зробили його ідеальним для деяких повстанців Сімби, які переховувалися на території парку після їх поразки в 1964 році. Відтоді вони заробляють  браконьєрством та контролюють незаконну діяльність у Майко.
Роботи зі збереження природи ускладнювала присутність повстанців, кульмінацією, чого стало захоплення кількох дослідницьких команд між 2003 і 2005 роками. Відомо, що щонайменше три інші групи повстанців теж діють у різних частинах парку, включаючи руандійське угруповання Інтерахамве на сході парку. У сукупності ці загрози призводять до повної відсутності контролю над територією парку з боку ICCN.

## Міжнародні зусилля щодо збереження
Перше ретельне дослідження Маіко датується 1989 роком, коли Товариство охорони дикої природи за підтримки ICCN (тоді ZICN) і Світового банку, Європейського співтовариства та Всесвітнього фонду природи обстежило близько 950 км² лісу. 
WCS додатково дослідив Північний сектор у 2005 році. У тому ж році фонд Dian Fossey Gorilla провів перші дослідження південного сектора парку за понад десять років і задокументував популяцію горил, яка виявилася більшою, ніж вважалося раніше.
WCS обстежив додатковий блок у Південному секторі в 2006 році. Ці дослідження разом показали, що Маіко знаходиться під високою загрозою, але є важливим притулком для ендемічних і рідкісних видів.
Недавнє дослідження було зосереджено у лісах на захід і південь від парку в 2010 році. Було виявлено, що загрози посилилися з 2005 року; було також задокументовано вимирання однієї з нових субпопуляцій горил, задокументованих під час досліджень 2005 року. Усі спостереження вказували на інтенсивне полювання, спричинене браконьєрами.

Новим підходом до збереження тварин у національному парку стало впровадження компенсаційних заходів для повстанців Сімба, які бажають покинути Парк. У 2010 році FFI ініціювала будівництво медичних центрів і шкіл у селах, що входять до зони впливу Simbas. Того ж року FZS запустив амбітний проєкт, спрямований на розв'язання проблеми повстанців, найнявши деяких із них на посаду доглядачів парку та дозволивши де-факто соціальну реінтеграцію, яка безпосередньо сприяла б збереженню природи в Майко.